# Frithiof Ekman

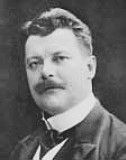
Frithiof Ekman

Per Frithiof Laurentius Ekman, född den 18 oktober 1871 i Gnarps församling i Gävleborgs län, död den 21 november 1941 i Strängnäs stadsförsamling, Södermanlands län, var en svensk arkitekt och konstnär.

## Biografi

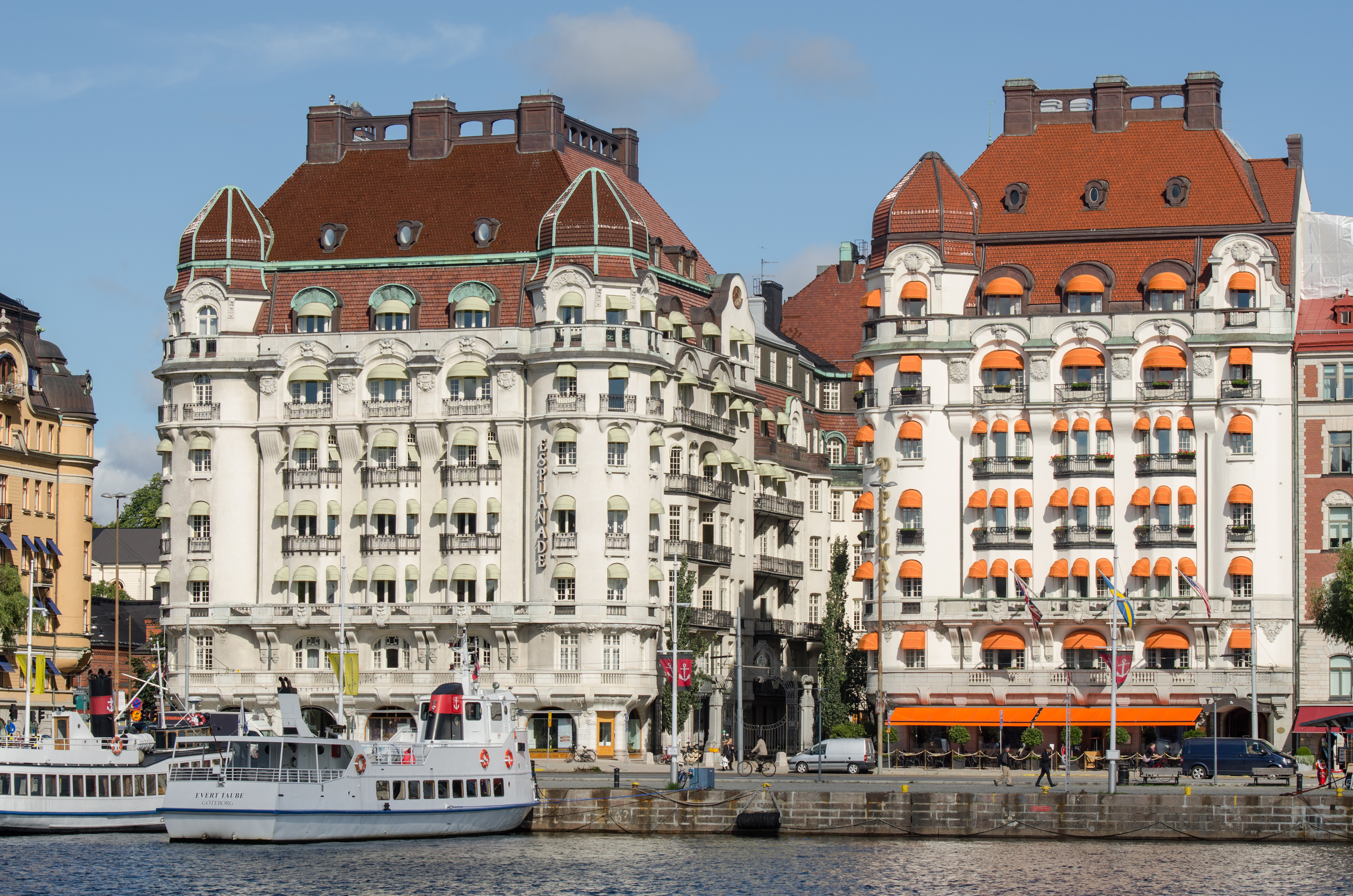
Strandvägen 7, Stockholm.

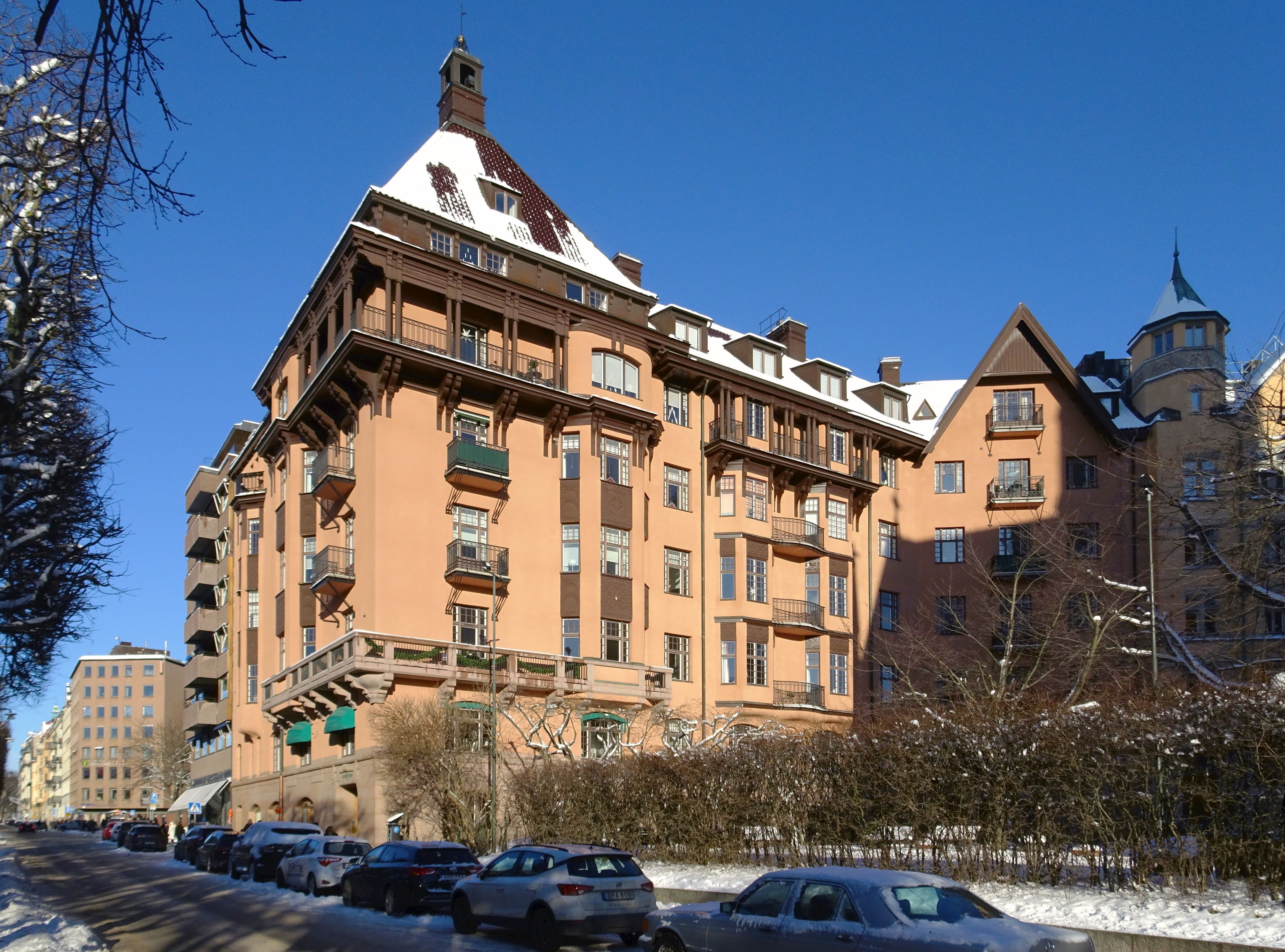
Narvavägen 8, Stockholm.

Frithiof Ekman var son till bergsingenjör Wilhelm Ottokar Ekman. Han intresse riktades redan i ungdomen mot konsten, men fadern tyckte att juridiken var ett tryggare studieval och efter mogenhetsexamen i Härnösand 1890 blev han student i juridik vid Uppsala universitet. Ekman trivdes dock inte med studierna och genom stöd från Albert Theodor Gellerstedt, som var barndomsvän med hans mor fick han stöd till att i stället studera till arkitekt, och var 1892–1893 student vid Tekniska skolan, där han 1897 tog examen som specialelev i arkitektur. Under studietiden bodde Ekman i Gellerstedts hem på Villagatan där han fick möjlighet att umgås med arkitekter,  konstnärer och författare. Under denna tid ägnade han sig även åt akvarellmåleri och teckning. 1891, 1892, 1908, 1910 och 1914 företog han studieresor i Danmark, Tyskland, Belgien, Storbritannien, Frankrike och Italien.
Tillsammans med Georg Hagström bildade han arkitektfirman Hagström & Ekman 1898, vilken under åren fram till 1918 var en av Stockholms ledande för hyreshus. Ekman var ansvarig för husens yttre formgivning och då han under denna tid var den främste av de så kallade byggmästararkitekterna kom han att prägla arkitekturen längs Stockholms gator.
Hagström & Ekman arbetade under 1900-talets första år gärna i nybarock med inslag av jugend, men vid sidan av detta även i en mer geometrisk stil med anknytning till Wien och under 1910-talet blev linjerna alltmer klassicerande.
De hus Ekman ritade var exklusiva. Hans arkitektfirma anlitades särskilt för monumentala bostadshus vid torg och öppna platser. De mest kända av dessa är Kvarteret Bodarna, jugendbyggnaden Strandvägen 7, Skeppsbron 18, Narvavägen 8 och Blasieholmen 51. Tidningsskribenterna kallade dem ofta "miljonpalats".
I dag anses Ekmans hus ha mycket högt kulturhistoriskt värde, inte minst för de vackra våningarna, de rikt utsmyckade entréerna och de påkostade trapphusen, men under sin aktiva tid sågs han över axeln av kollegor som Ferdinand Boberg, Isak Gustaf Clason, Ivar Tengbom och Gunnar Asplund.
Frithiof Ekmans mest utmärkande och originella skapelse är komplexet Strandvägen 7 A-C från 1910. De två yttre husen 7 A och 7 C framträder som två monumentala flyglar till en nästan osynlig huvudbyggnad. De båda gör ett synnerligen kraftfullt intryck med sina rundade kupolkrönta hörnpartier, som kopplas samman av långa stenbalustrader, som spänner över de nedre våningsplanen.
I ett föredrag av Gunnar Asplund 1916 blev Ekmans hus utsatta för en nedgörande kritik, om än inte med namns nämnande, och föredraget publicerades även i Teknisk Tidskrift.
Angreppet kan ha bidragit till att Frithiof Ekman året därpå drog sig tillbaka och flyttade till Strängnäs, där han bodde resten av sitt liv.
Här återupptog han sitt akvarellmåleri, och ägnade sig även åt litterära intressen, bland annat åt släktforskning. Bland hans förfäder fanns Gottlieb Iwersson, något som gav Ekman inspiration till en omfattande släktkrönika som utgavs 1935.
I dag bedöms Ekmans hus annorlunda och väcker beundran för sin skönhet. Särskilda kännetecken för Ekmans byggnader är ofta de extra vindsvåningar, som ligger inpressade under takfoten liksom de buktande burspråken och balkongerna med smidesräcken. Ett exempel på detta är huset vid Narvavägen 8 från 1906, en stram och elegant byggnad med ett toppigt hörntorn, som blandar nybarock med jugend.
Frithiof Ekman gifte sig 1900 med Ida Elisabet Frisk (1873–1947). Makarna är begravda på Gamla kyrkogården i Strängnäs.